# BonBon
«BonBon» — песня Эра Истрефи. Сингл выпущен 30 декабря 2015 на лейбле NESËR. Композиция была написана Истрефи и Эргеном Беришей. Её выпустили на двух языках: албанском и английском. Английская версия вышла 27 июня 2016 году. Песня «BonBon» получила награду «Песня года» в номинации «Лучшее музыкальное произведение 2016 года».
Зимой 2016 года видеоклип на песню «BonBon» стал вирусным. 17 августа 2016 года песню вставили в танцевальную видеоигру Just Dance 2017.

## Музыкальное видео
Клип вышел 30 декабря 2015 года. Истрефи исполняет песню в Республике Косово, идя по заснеженной дороге. В январе 2016 клип стал очень вирусным на YouTube, видео было опубликовано на страницах в социальных сетях Facebook, Instagram, эту песню сравнивали с некоторыми известными композициями Сии и Рианны. Истрефи подписала контракт с лейблами звукозаписи Sony Music и Ultra Records. В начале марта 2016 года клип, набравший 30 миллионов просмотров, был удалён с канала NESËR, но был загружен на официальный канал Ultra Records. В том же году клип набрал 100 миллионов просмотров, а к концу года более 250 миллионов просмотров.

## Чарты

### Недельные чарты
| Чарт (2016)                                | Позиция |
| ------------------------------------------ | ------- |
| Австралия (ARIA)                           | 46      |
| Австрия (Ö3 Austria Top 40)                | 19      |
| Бельгия(Ultratip Flanders)                 | 26      |
| (Ultratop 50 Wallonia)                     | 39      |
| Канада (Canadian Hot 100)                  | 95      |
| Канада (Hot Canadian Digital Songs)        | 38      |
| Республика Корея (Singles Digitál Top 100) | 91      |
| Дания (Tracklisten)                        | 38      |
| Франция (SNEP)                             | 29      |
| Германия (Official German Charts)          | 10      |
| Greece Digital Songs (Billboard)           | 3       |
| Израиль (Media Forest)                     | 5       |
| Италия (FIMI)                              | 79      |
| Ливан (Lebanese Top 20)                    | 4       |
| Нидерланды (Single Top 100)                | 62      |
| Румыния (Airplay 100)                      | 5       |
| Россия (TopHit)                            | 10      |
| Словакия (Rádio Top 100)                   | 49      |
| Словакия (Singles Digitál Top 100)         | 45      |
| Швеция (Veckan Heatseeker)                 | 2       |
| Швейцария (Schweizer Hitparade)            | 39      |
| UK Singles (Official Charts Company)       | 197     |
| US Hot Dance/Electronic Songs(Billboard)   | 13      |

### Годовые чарты
| Чарт (2016)                       | Позиция |
| --------------------------------- | ------- |
| Австралия (Ö3 Austria Top 40)     | 70      |
| Россия (Tophit)                   | 45      |
| Германия (Official German Charts) | 57      |
| Швейцария (Schweizer Hitparade)   | 95      |

### Сертификации
| Страна                                                                                    | Сертификации | Продажи  |
| ----------------------------------------------------------------------------------------- | ------------ | -------- |
| Канада (Music Canada)                                                                     | Золотая      | 40,000^  |
| Германия (BVMI)                                                                           | Золотая      | 200,000^ |
| Италия (FIMI)                                                                             | Золотая      | 25,000*  |
| Нидерланды (NVPI)                                                                         | Золотая      | 15,000^  |
| *все продажи основаны только на сертификации ^все продажи основаны только на сертификации |              |          |

## История выхода
| Страна        | Дата            | Формат            | Лейбл |
| ------------- | --------------- | ----------------- | ----- |
| Международный | 30 декабря 2015 | Цифровая загрузка | NESËR |

## Награды
Kult Awards
| Год  | Номинатор | Награда          | Результат |
| ---- | --------- | ---------------- | --------- |
| 2016 | «BonBon»  | Song of the Year | Номинация |

Top Music Awards
| Год  | Номинатор | Награда          | Результат |
| ---- | --------- | ---------------- | --------- |
| 2016 | «BonBon»  | Song of the Year | Победа    |